# 바파타주

바파타주

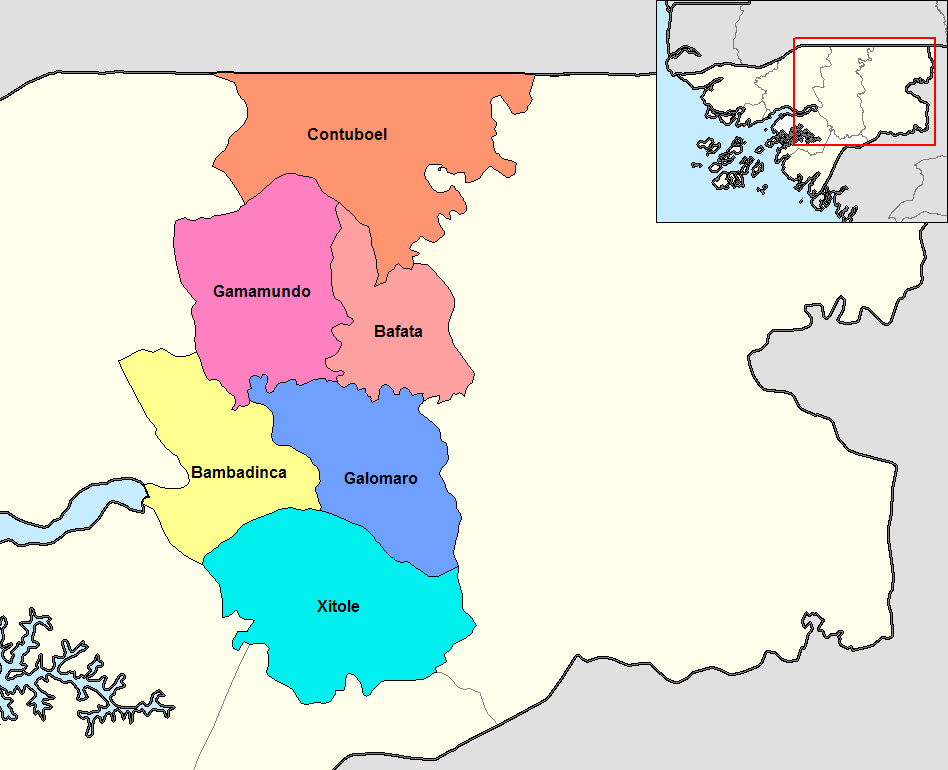
바파타주의 하위 구역

바파타주(포르투갈어: Bafatá)는 기니비사우 중북부에 위치한 주로, 주도는 바파타이며 면적은 5,981km2, 인구는 225,516명(2009년 기준)이다. 서쪽으로는 오이우주와 키나라주, 남쪽으로는 톰발리주, 동쪽으로는 가부주와 인접해 있으며 북쪽으로는 세네갈과 국경을 맞대고 있다. 6개의 하위 행정 구역(바파타, 밤바딩카, 콘투보엘, 갈로마루, 가마문두, 시톨레)을 관할한다.

## 같이 보기
- 기니비사우의 행정 구역